# ウォルラス (SS-431)
ウォルラス (USS Walrus, SS-431) は、アメリカ海軍の潜水艦。バラオ級潜水艦の一隻。艦名は海生哺乳類の一種セイウチに因む。ウォルラスの艦名を持つ艦としては二代目。
ウォルラスの建造は、ペンシルベニア州フィラデルフィアのウィリアム・クランプ・アンド・サンズ社で起工されたが、1944年7月29日に建造キャンセルされた。